# 黑斑毛鼻鯰
黑斑毛鼻鯰（学名：Trichomycterus nigromaculatus），為輻鰭魚綱鯰形目毛鼻鯰科的其中一種。分布於南美洲哥倫比亞安地斯山脈高山河流，體長可達16.5公分。

## 扩展阅读
維基物種上的相關：黑斑毛鼻鯰